# Hyundai i20 Coupe WRC
Das Hyundai i20 Coupe WRC, auch Hyundai New Generation i20 WRC genannt, ist ein von Hyundai gebautes World Rally Car für den Gebrauch in der Rallye-Weltmeisterschaft. Seinen ersten Einsatz hatte das Auto bei der Rallye-Weltmeisterschaft 2017. Es basierte auf dem von 2014 und 2015 eingesetzten Rallye-Wagen Hyundai i20 WRC.
In der Saison 2017 fuhren Thierry Neuville, Hayden Paddon, Daniel Sordo und Andreas Mikkelsen den Hyundai i20 Coupe WRC. In der Saison 2018 kamen Craig Breen und Sébastien Loeb dazu. Am erfolgreichsten mit dem Auto war Thierry Neuville, der viermal gewann und achtmal unter die ersten Drei kam. Er belegte somit den zweiten Platz in der Fahrerwertung in der Saison 2017. Auch in der Saison 2018 gewann er drei Rallyes, aber es reichte wieder nur für den zweiten Platz in der Fahrerwertung.
Der Sponsor für das Auto ist Shell Helix Ultra. Das Rennteam des Hyundai heißt Hyundai Motorsport.

## Technische Daten
Das Auto hat einen Reihenottomotor mit vier Zylindern, Turboaufladung und Direkteinspritzung. Der Motor leistet 280 kW (381 PS). Die Antriebskraft wird über ein sequentielles Getriebe mit sechs Gängen und einem Allradantrieb auf den Boden übertragen. Dazu sind in dem Auto Schaltwippen und eine vordere und hintere Differentialsperre eingebaut. Der Hyundai bremst mit Brembo-Bremsen. Die Bremsscheiben sind innenbelüftet. Die vorderen Bremsscheiben werden der Strecke angepasst: für Asphalt werden Scheiben mit 370 mm Durchmesser eingebaut, für Schotter solche mit 300 mm. Die Reifen stellt Michelin bereit.

## WRC-Siege
Bei folgenden Rallyes gewann ein i20 Coupe WRC:
| Jahr | Nr. | Rallye                      | Boden- beschaffenheit | Fahrer           | Beifahrer         |
| ---- | --- | --------------------------- | --------------------- | ---------------- | ----------------- |
| 2017 | 1   | Rallye Korsika 2017         | Asphalt               | Thierry Neuville | Nicolas Gilsoul   |
| 2017 | 2   | Rallye Argentinien 2017     | Schotter              | Thierry Neuville | Nicolas Gilsoul   |
| 2017 | 3   | Rallye Polen 2017           | Schotter              | Thierry Neuville | Nicolas Gilsoul   |
| 2017 | 4   | Rallye Australien 2017      | Schotter              | Thierry Neuville | Nicolas Gilsoul   |
| 2018 | 5   | Rallye Schweden 2018        | Schnee                | Thierry Neuville | Nicolas Gilsoul   |
| 2018 | 6   | Rallye Portugal 2018        | Schotter              | Thierry Neuville | Nicolas Gilsoul   |
| 2018 | 7   | Rallye Italien 2018         | Schotter              | Thierry Neuville | Nicolas Gilsoul   |
| 2019 | 8   | Rallye Korsika 2019         | Asphalt               | Thierry Neuville | Nicolas Gilsoul   |
| 2019 | 9   | Rallye Argentinien 2019     | Schotter              | Thierry Neuville | Nicolas Gilsoul   |
| 2019 | 10  | Rallye Italien 2019         | Schotter              | Daniel Sordo     | Carlos del Barrio |
| 2019 | 11  | Rallye Katalonien 2019      | Asphalt               | Thierry Neuville | Nicolas Gilsoul   |
| 2020 | 12  | Rallye Monte Carlo 2020     | Eis/Asphalt           | Thierry Neuville | Nicolas Gilsoul   |
| 2020 | 13  | Rallye Estland 2020         | Schotter              | Ott Tänak        | Martin Järveoja   |
| 2020 | 14  | Rallye Italien 2020         | Schotter              | Daniel Sordo     | Carlos del Barrio |
| 2021 | 15  | Rallye Arctic Finnland 2021 | Schnee                | Ott Tänak        | Martin Järveoja   |
| 2021 | 16  | Rallye Belgien (Ypern) 2021 | Asphalt               | Thierry Neuville | Nicolas Gilsoul   |
| 2021 | 17  | Rallye Katalonien 2021      | Asphalt               | Thierry Neuville | Nicolas Gilsoul   |

## Galerie

Seitenansicht
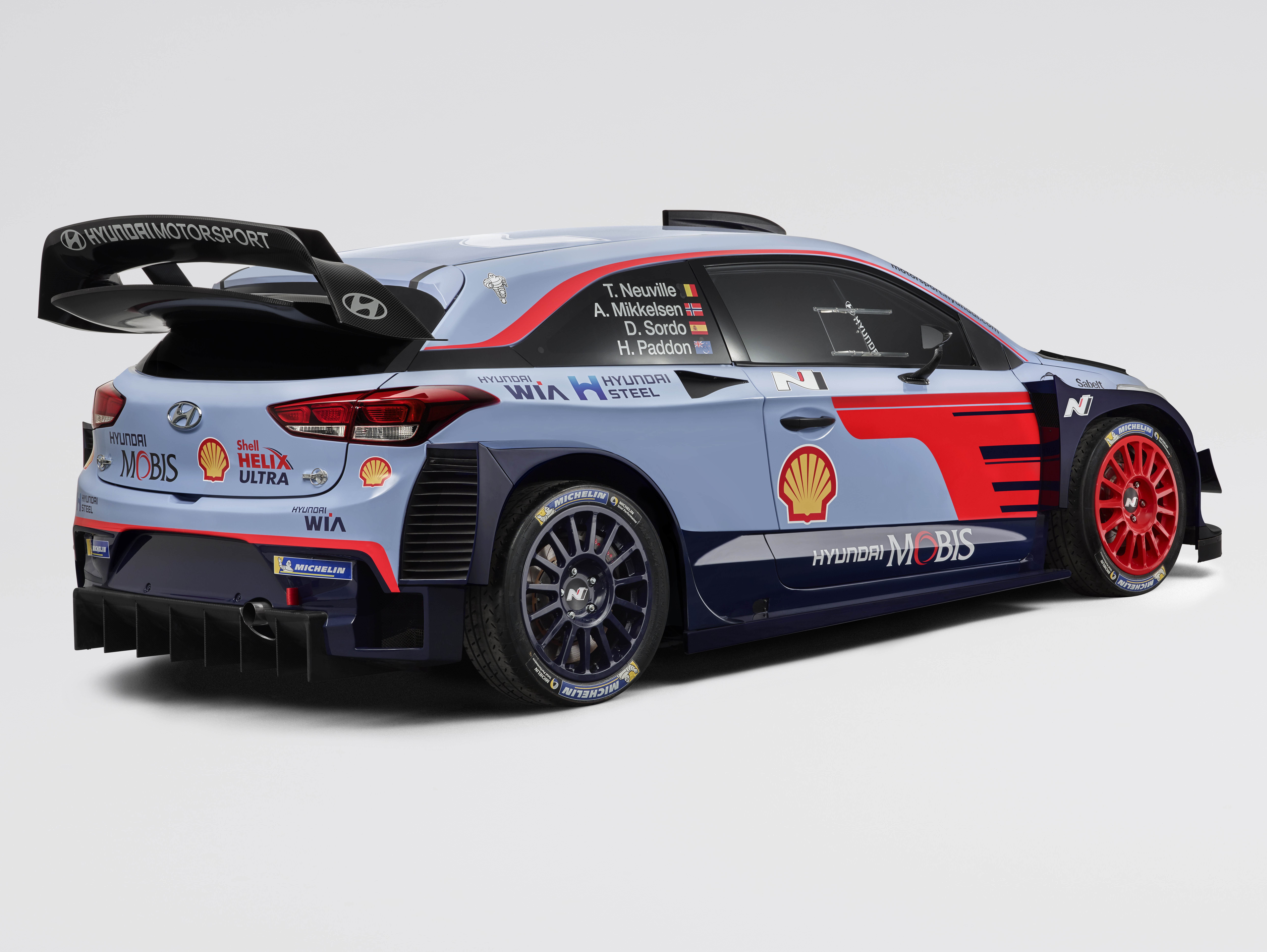
Heckansicht
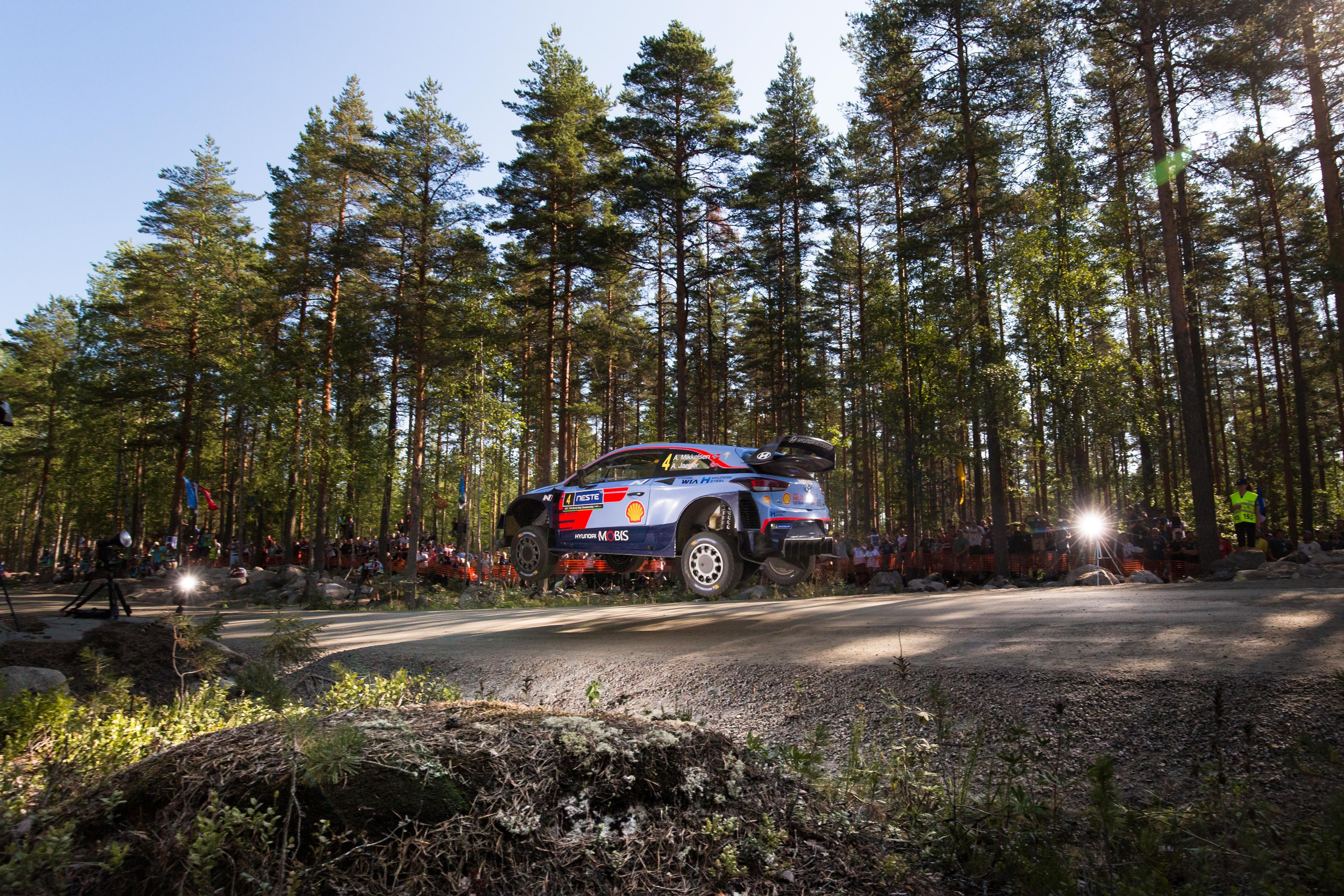
Andreas Mikkelsen bei der Rallye Finnland 2018
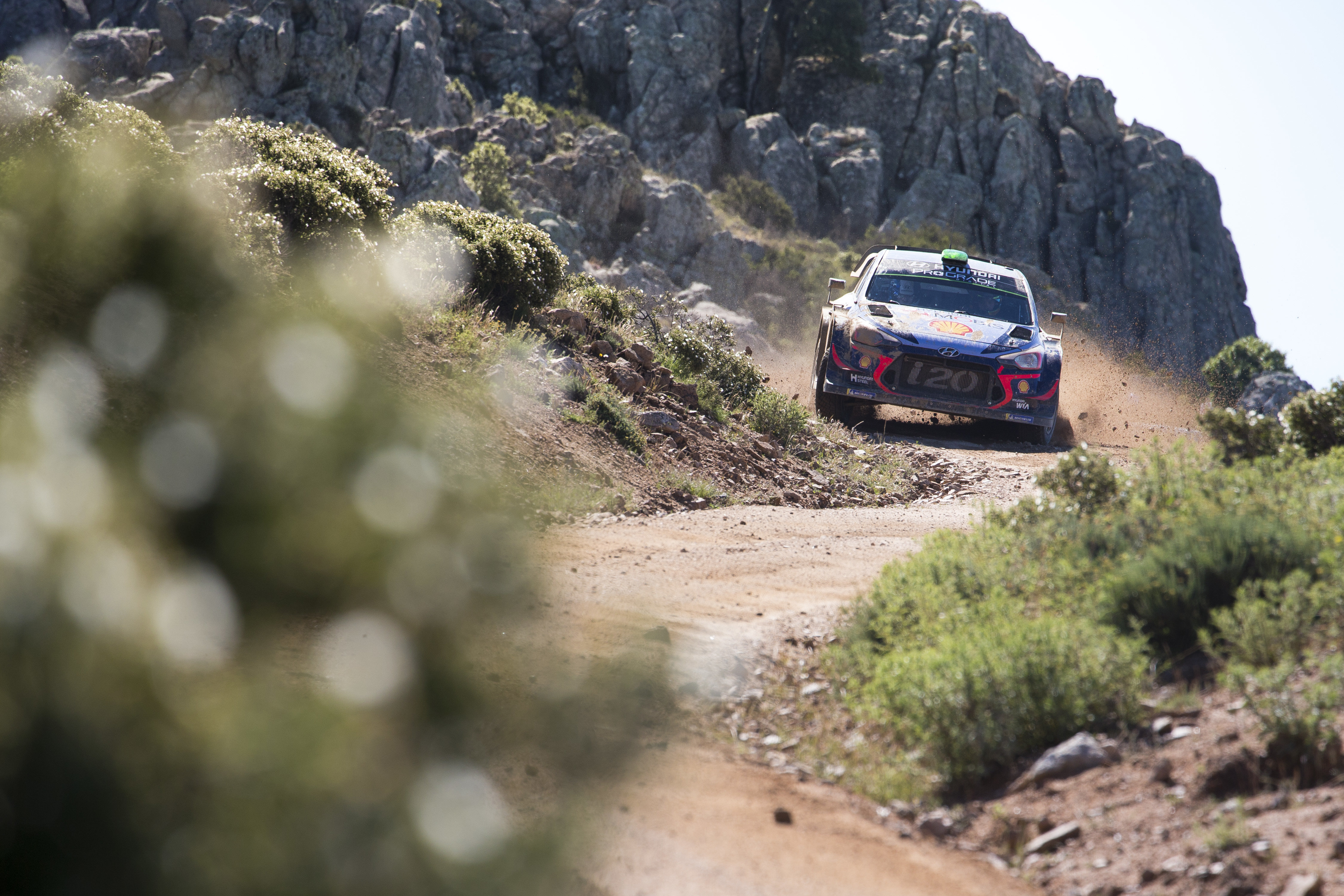
Bei der Rallye Italien 2018
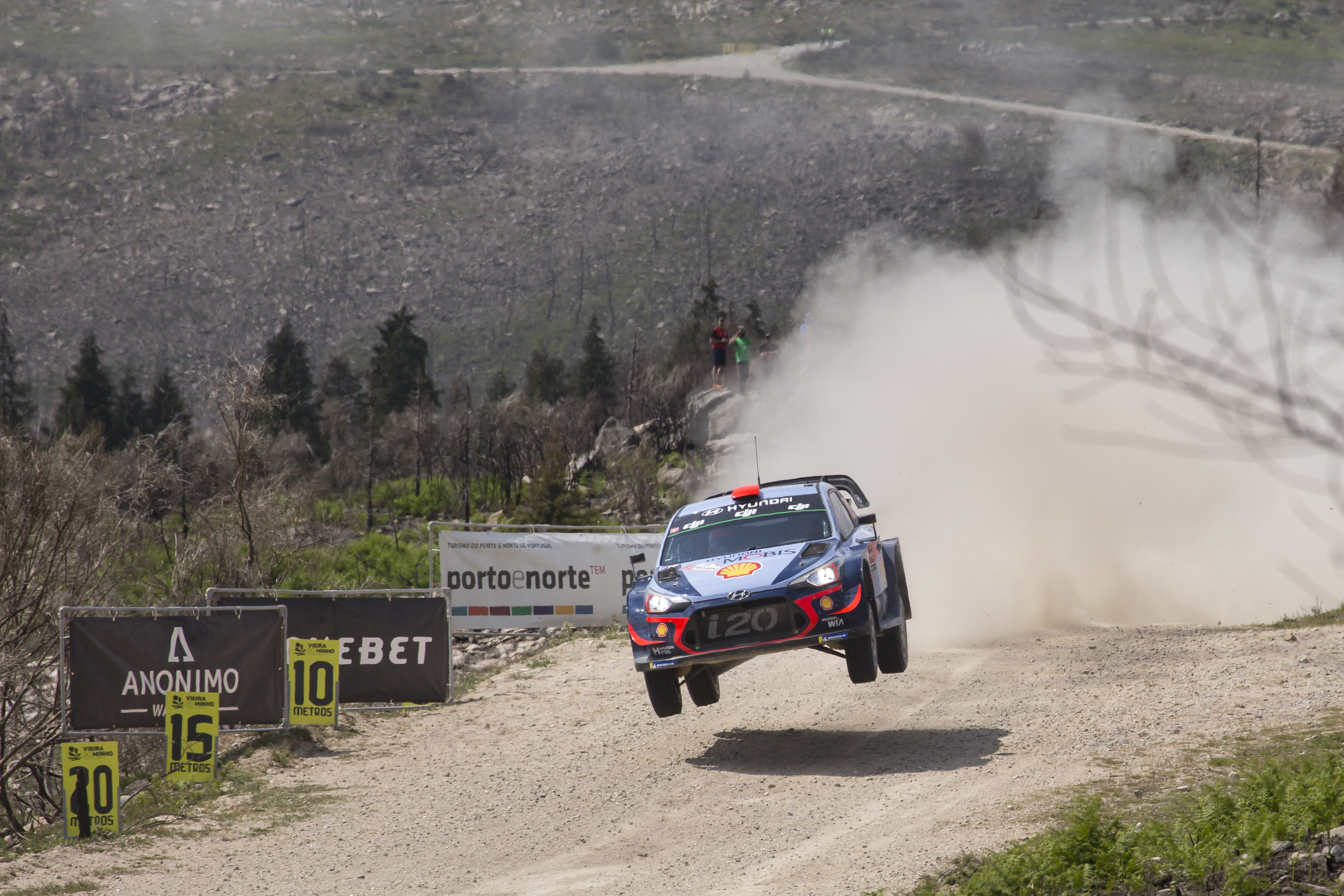
Bei der Rallye Portugal 2018
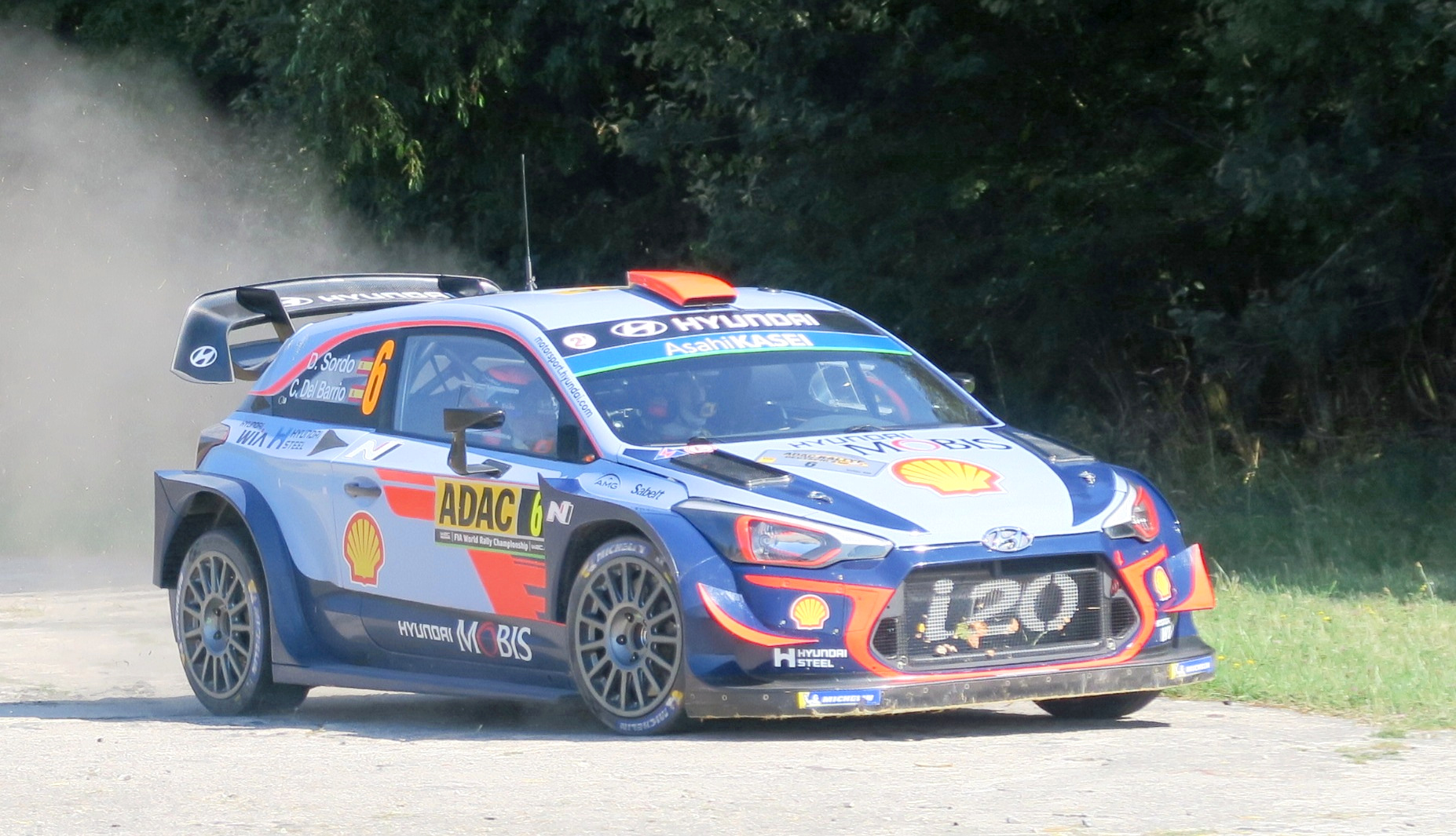
Daniel Sordo bei der Rallye Deutschland 2018
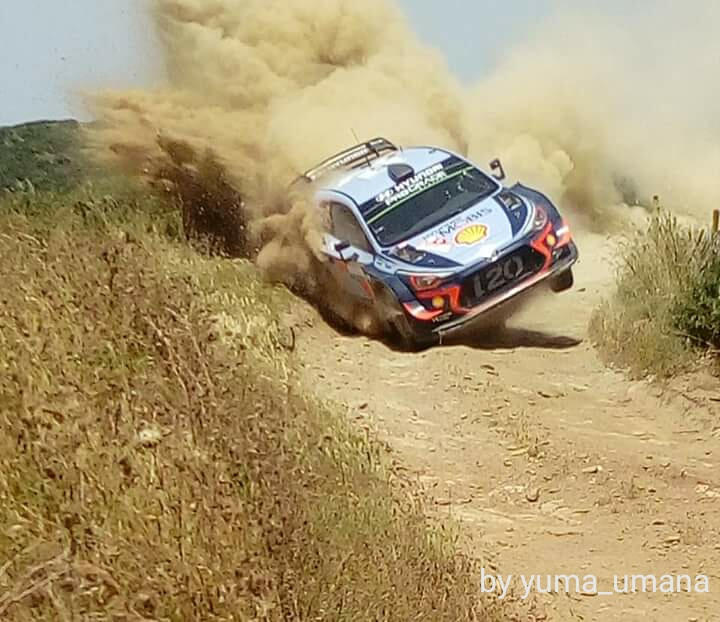
Thierry Neuville bei der Rallye Italien 2018
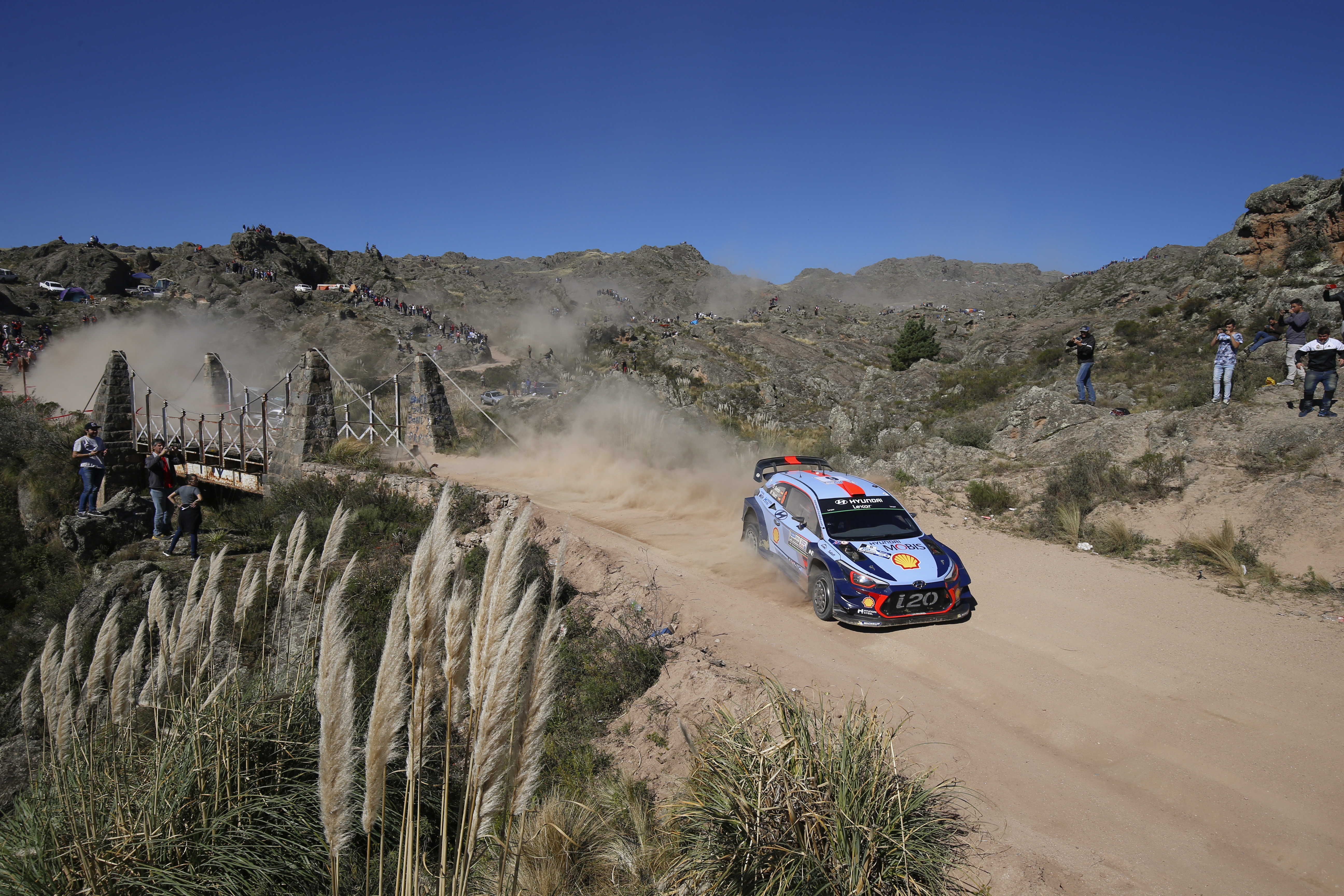
Bei der Rallye Argentinien
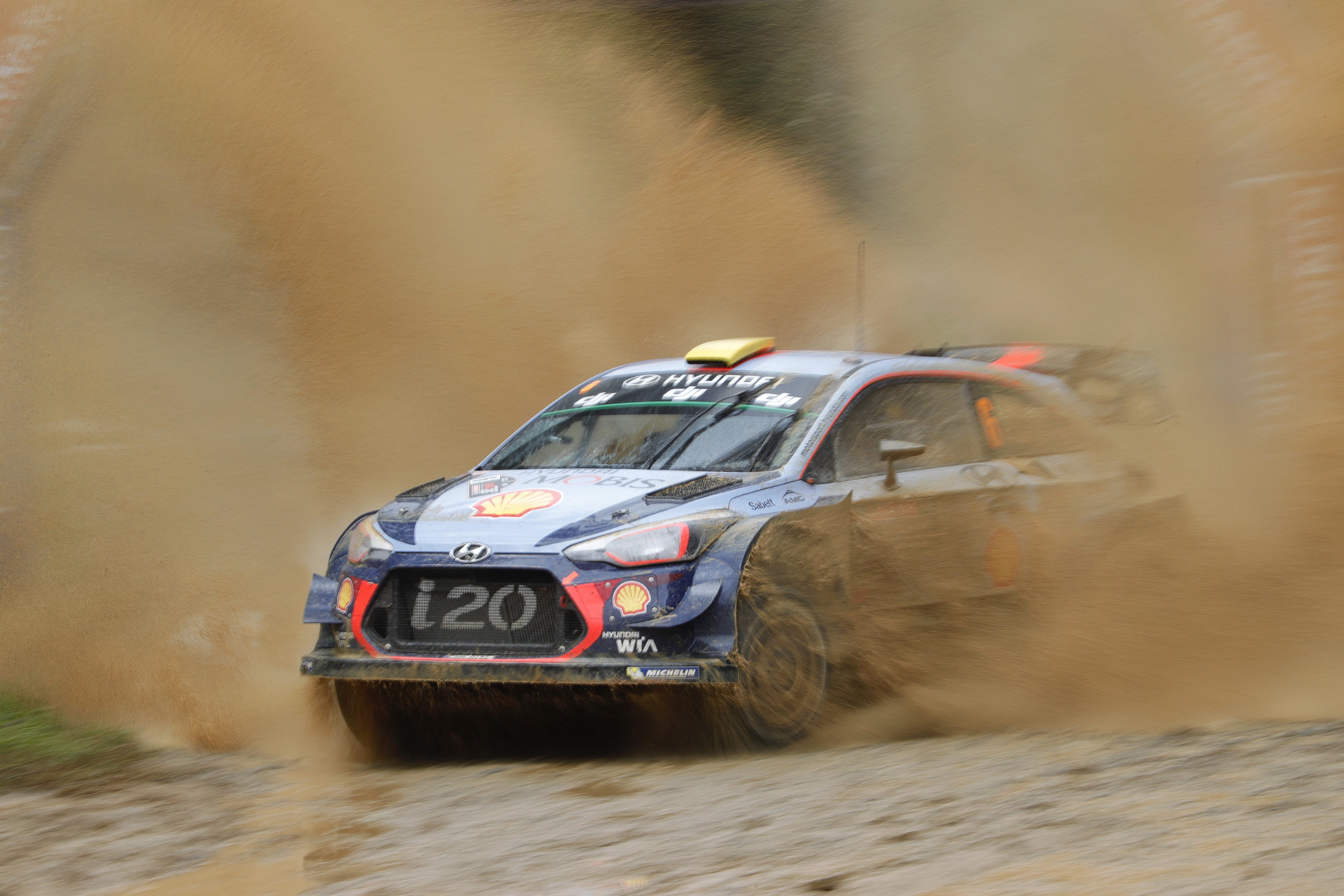
Bei der Rallye Australien
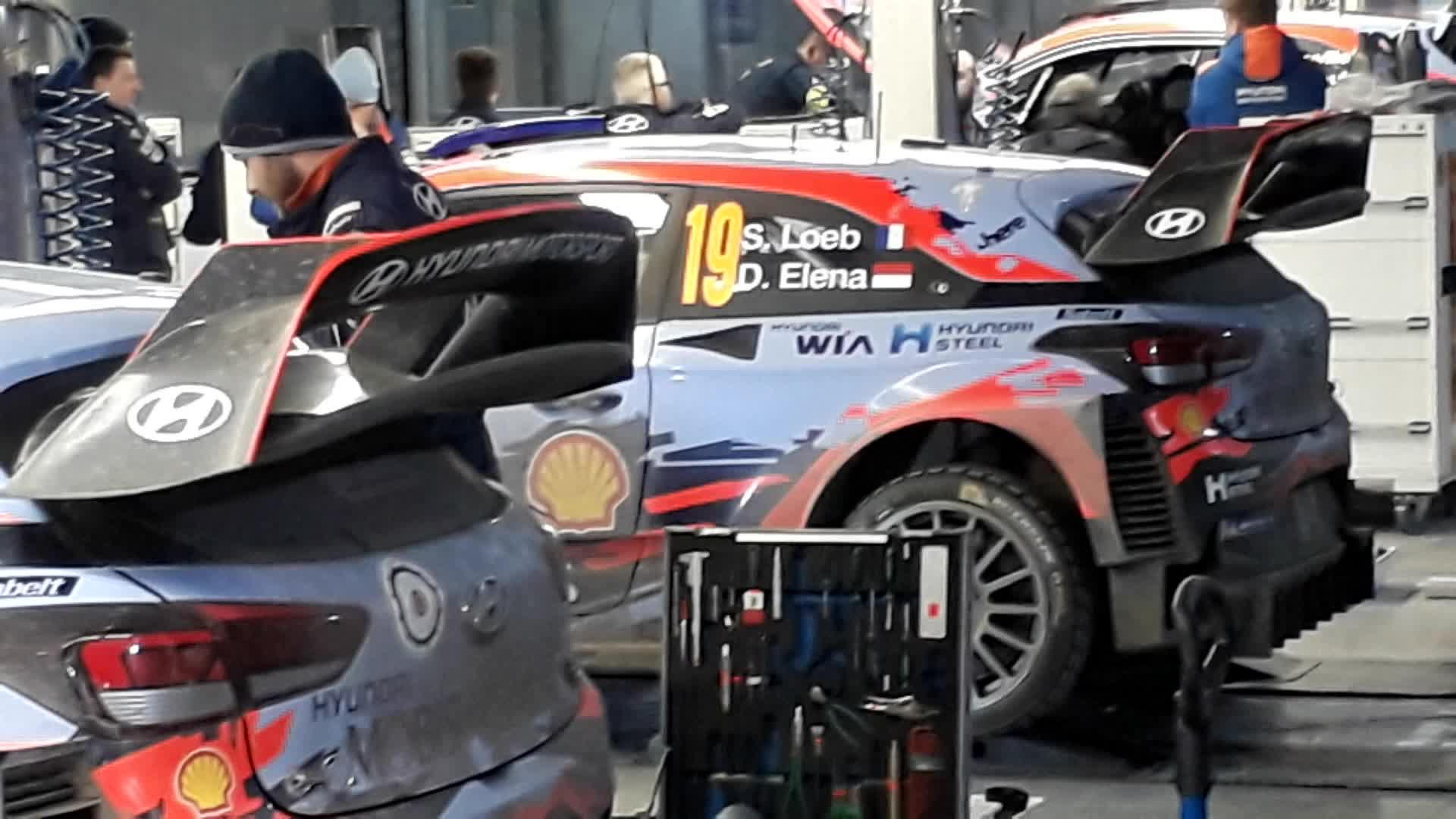
Sébastien Loeb im Servicepark bei der Rallye Monte Carlo 2019